# 리드셰핑

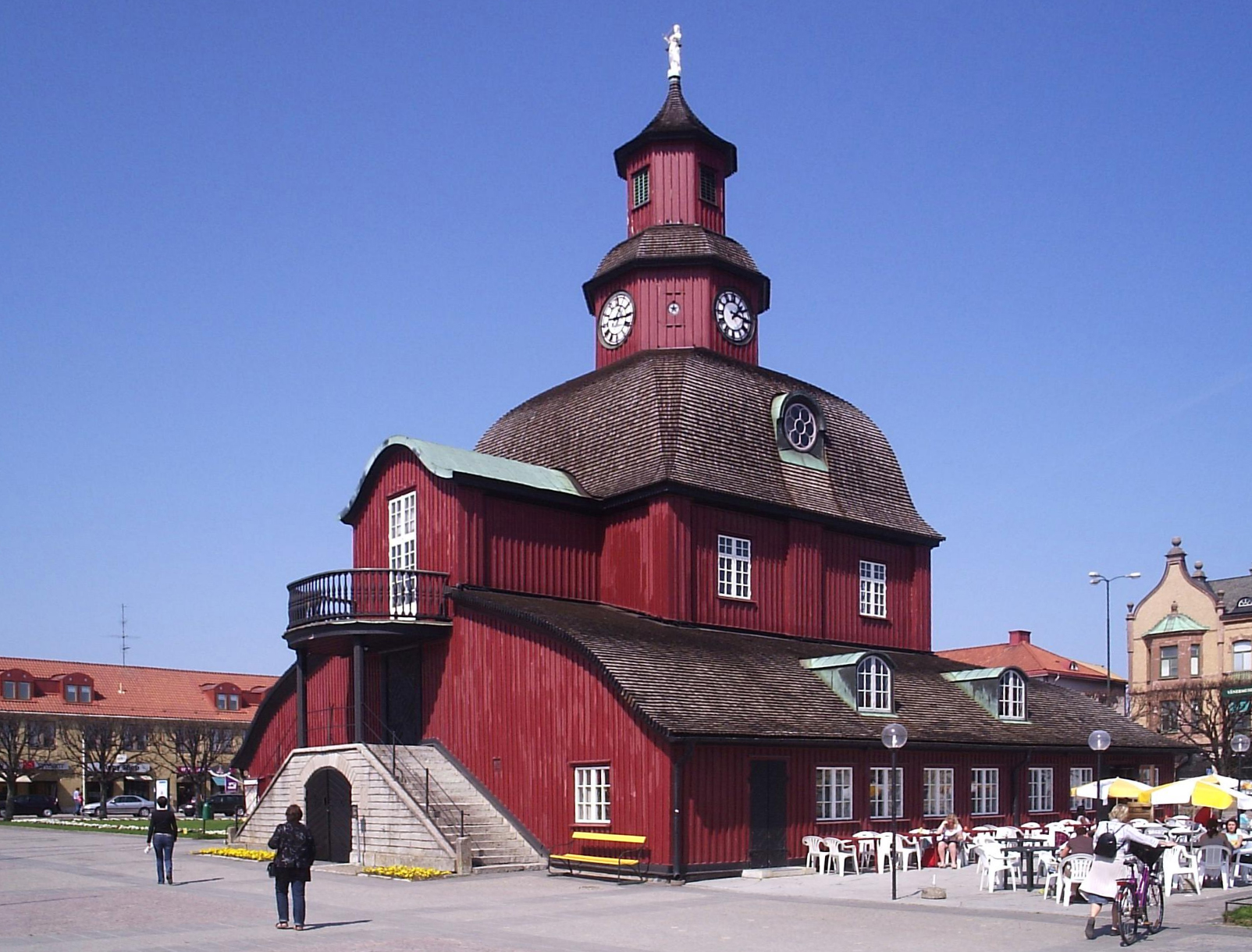
리드셰핑 구 시청

리드셰핑(스웨덴어: Lidköping)은 스웨덴 베스트라예탈란드주의 도시로 면적은 15.52km2, 인구는 25,644명(2010년 12월 31일 기준), 인구 밀도는 1,652명/km2이다. 베네른호 남안 인근에 위치하며 외스테르예틀란드주에 위치한 도시인 린셰핑(Linköping)과 구별하기 위해 "베네른 호와 접한 리드셰핑"이라고 부르기도 한다. 1446년 7월 21일에 도시 헌장을 채택했다.

시 문장

## 같이 보기
- 스웨덴의 지방 자치체